# Spilogale gracilis
Espèce
Statut de conservation UICN

 LC  : Préoccupation mineure
Spilogale gracilis est une espèce de Carnivores de la famille des moufettes.

## Répartition
Elle est présente à l'ouest d'Amérique du Nord, y compris la Californie, le Grand Bassin, l'ouest des Grandes Plaines, l'Aridamérique, et le Nord-Ouest Pacifique.